# Avelino Martins
Pour les articles homonymes, voir Avelino.
Avelino, de son nom complet Avelino da Silva Martins, est un footballeur portugais né le 11 mai 1905 et mort le 30 décembre 1982. Il évoluait au poste de défenseur central.

## Biographie

### En club
Avelino joue au FC Porto durant toute sa carrière,.
Il est champion du Portugal avec le club en 1935.

### En équipe nationale
International portugais, il reçoit huit sélections en équipe du Portugal entre 1930 et 1934, pour aucun but marqué.
Il joue son premier match en équipe nationale le 8 juin 1930 en amical contre la Belgique (défaite 1-2 à Anvers).
Ses deux derniers matchs ont lieu les 11 et 18 mars contre l'Espagne dans le cadre des qualifications pour la Coupe du monde 1934 (défaites 0-9 à Madrid et 1-2 à Lisbonne).

## Palmarès
Avec le FC Porto :
- Champion du Portugal en 1935
- Vainqueur du Campeonato de Portugal (ancêtre de la Coupe du Portugal) en 1932